# Neokolonializmus
A neokolonializmus (újgyarmatosítás) a gyarmatosítás továbbélésének megnyilvánulása a gyarmati rendszer felbomlása, a gyarmatok túlnyomó többségének függetlenné válása után. Az egykori imperialista gyarmattartóknak és más nagyhatalmaknak a második világháború utáni időszakban, a nemzeti felszabadító mozgalmak sikerei nyomán függetlenné vált gyarmatok feletti gazdasági és politikai ellenőrzés fenntartására irányuló törekvéseinek az összefoglaló elnevezése. (A gyarmati rendszer felbomlása előtt azokat a formálisan független országokat, amelyek a gyakorlatban egy vagy több nagyhatalom túlnyomó befolyása alatt álltak, félgyarmatoknak nevezték.)
A neokolonializmus célja a formálisan független fejlődő országok feletti gazdasági és politikai befolyás megszerzése, természeti kincseik kiaknázása, piacuk megszerzése, munkaerejük kizsákmányolása, katonai támaszpontok létrehozása. A neokolonializmus jellemzően a 20. század utolsó harmadának a jelensége volt, a nagyhatalmak befolyásolási törekvései és lehetőségei később is fennmaradtak, de eszközeikben és módszereikben sokat fejlődtek.

## A fogalom eredete
A fogalom az 1960-as évek elején született meg, amikor az egykori gyarmatok függetlenné válásának folyamata nagyjából befejeződött. Megalkotója Kwame Nkrumah ghánai politikus volt. Eredetileg elsősorban a volt európai gyarmattartók és korábbi gyarmataik között fennmaradt egyenlőtlen gazdasági és politikai kapcsolatokra vonatkozott. 
A fogalom hivatalosan először az Afrikai Egység Szervezete alapokmányának preambulumában jelent meg 1963-ban, majd Nkrumah 1965-ben könyvet is kiadott Neokolonializmus: az imperializmus utolsó szakasza címmel. Nkrumah ebben Lenin művére visszautalva (Az imperializmus mint a kapitalizmus legfelsőbb foka) fejtette ki elméletét a tőkés nagyhatalmak újgyarmatosító törekvéseiről.

## A neokolonializmus módszerei

### Katonai segélyek
A legnyíltabb befolyásolási módszerek közé tartoznak a katonai segélyek, kombinálva a fejlődő országok közötti ellentétek szításával. A fegyverexport emellett általában igen fontos a katonai segélyeket nyújtó nagyhatalmak hadiipara számára is.

### Hitelek
Különösen fontos szerepet töltenek be a neokolonializmus módszerei között a hitelek. A jellemzően erősen tőkehiányos újonnan felszabadult államoknak nagy szükségük volt az ilyen tőkeinjekciókra, és ezek nyújtása nagy beavatkozási lehetőséget nyújt az egyes volt gyarmati országok gazdaságába és politikájába.

## Fordítás
- Ez a szócikk részben vagy egészben  a   Neocolonialism című angol Wikipédia-szócikk ezen változatának fordításán alapul.  Az eredeti cikk szerkesztőit annak laptörténete sorolja fel. Ez a jelzés csupán a megfogalmazás eredetét és a szerzői jogokat jelzi, nem szolgál a cikkben szereplő információk forrásmegjelöléseként.

## Lásd még
- Törökországi törökök Észak-Cipruson
- Marokkói telepesek Nyugat-Szaharában
- Mandzsúriai japán telepesek
- Líbiai olaszok